# Kevin Feiereisen
Kevin Feiereisen, né le 26 octobre 1990, est un coureur cycliste luxembourgeois.

## Biographie
Kevin Feiereisen naît le 26 octobre 1990 au Luxembourg.
Après avoir été membre d'Asfra Racing Oudenaarde de 2012 à 2013, il est recruté en 2014 par l'équipe Leopard Development. Il termine notamment neuvième de la Flèche du port d'Anvers 2014.

## Palmarès
- 2006
  -  Champion du Luxembourg sur route cadets
- 2008
  - 2e du championnat du Luxembourg de cyclo-cross débutants
  - 3e du championnat du Luxembourg sur route débutants
- 2009
  - 2e du championnat du Luxembourg de cyclo-cross juniors
- 2013
  - 2e du championnat du Luxembourg sur route espoirs
- 2014
  - 2e du championnat du Luxembourg sur route espoirs
  - 3e du championnat du Luxembourg du contre-la-montre espoirs

## Classements mondiaux
| Année           | 2014 |
| --------------- | ---- |
| UCI Europe Tour | 591e |